# Kate Maclean
Kate Maclean (* 1958 in Dundee) ist eine schottische Politikerin und Mitglied der Labour Party.

## Politischer Werdegang
Vor ihrer Wahl ins Schottische Parlament war Maclean bereits zwischen 1988 und 1996 Mitglied des Regionalrates von Dundee und dann von 1995 bis 1999 des Stadtrates von Dundee. Bei den ersten schottischen Parlamentswahlen im Jahre 1999 kandidierte Maclean im Wahlkreis Dundee West. Obwohl die Labour Party den entsprechenden Wahlkreis für das britische Unterhaus bei den Unterhauswahlen 1997 mit deutlichem Vorsprung für sich entscheiden konnte, errang Maclean das Direktmandat für das Schottische Parlament nur mit einem geringen Vorsprung von 121 Stimmen. Bei den Parlamentswahlen 2003 konnte Maclean trotz Stimmverlusten ihren Vorsprung vergrößern und ihr Mandat verteidigen. Zu den Parlamentswahlen 2007 trat sie nicht mehr an. Das Mandat des Wahlkreises gewann Joe FitzPatrick von der SNP.